# 106
106 ou 106 d.C. foi um ano comum do século II que começou e terminou na quinta-feira, de acordo com o Calendário Juliano. a sua letra dominical foi D.
| Ano completo                        |
| ----------------------------------- |
| Ano comum com início à quinta-feira |

## Eventos
- Eleito o Papa Alexandre I, 6º papa, que sucedeu ao Papa Evaristo.[1]